# Уда Беньяміна
Уда Беньяміна (фр. Uda Benyamina; нар. 30 листопада 1980, Вірі-Шатійон, Ессонн, Франція) — французька кінорежисерка і сценаристка марокканського походження.

## Біографія
Уда Беньяміна народилася 30 листопада 1980 року в місті Вірі-Шатійон, департамент Ессонн у Франції. Вона не закінчила середню школу, пішла вчитися на перукаря, але потім таки вирішила здобувати вищу освіту. Навчалася в регіональній акторській школі Канн (фр. L'école régionale d'acteurs de Cannes, ERAC), потім в Мінській академії в Білорусі та Акторській студії в Нью-Йорку.
У кіно дебютувала в 2006 році, знявши дев'ять короткометражних фільмів, які були відзначені низкою фестивальних нагород та демонструвалися на телебаченні (Canal+, France 2, Direct 8, TV5 Monde).
Перша повнометражна стрічка Уди Беньяміни — «Божественні», — яка вийшла на екрани у 2016 році, розповідає про двох подруг Дунію та Маймуну, які мріють про гроші та владу, живучи в іммігрантському передмісті Парижа. Фільм був представлений в програмі Двотижневик режисерів на 69-му Каннському міжнародному кінофестивалі у 2016 році та здобув нагороду Золота камера за найкращий дебютний фільм. У 2017 році фільм було номіновано у семи категоріях на здобуття французької національної кінопремії «Сезар», у тому числі за найкращий фільм та найкращу режисерську роботу. Фільм отримав три нагороди, зокрема як найкращий дебютний фільм.
у 2005 році Уда Беньяміна брала участь в заснуванні організації «1000 облич», майстерні, що мала на меті демократизацію кіно. Акторок для фільму «Божественні» Уда також знайшла через «1000 облич».
У вересні 2016 року Уда Беньяміна була нагороджена французьким орденом Мистецтв та літератури (кавалер).
У 2017 році вона зняла свій другий повнометражний фільм "Для Асії" — історію кохання між алжирським бійцем НФО та американською репортеркою, одночасно працюючи по той бік Атлантики над пілотним фільмом для американського серіалу "Розкажи мені свої секрети" для телеканалу TNT,  про трьох стражденних героїв: Емму, яка зустрічалася зі злочинцем, Джона, серійного вбивцю, який шукає спокути, та Мері, матір, яка відчайдушно шукає зниклу доньку. Режисерка посіла перше місце у списку найгарячіших жінок-режисерів 2018 року за версією голлівудських продюсерів та найбільших студій The Alice Initiative. 

## Фільмографія
| Рік  |     | Назва українською | Оригінальна назва          | Режисер | Сценарист |
| ---- | --- | ----------------- | -------------------------- | ------- | --------- |
| 2006 | к/м |                   | Paris vs Banlieue          | Так     |           |
| 2006 | к/м |                   | Taxiphone Francaoui        | Так     |           |
| 2006 | к/м |                   | Le clou en chasse un autre | Так     |           |
| 2008 | к/м |                   | Ma poubelle géante         | Так     |           |
| 2011 | к/м | Дорогою в рай     | Sur la route du paradis    | Так     | Так       |
| 2016 |     | Божественні       | Divines                    | Так     | Так       |

## Визнання
| Рік                                           | Категорія                                                                       | Фільм         | Результат | Дж            |
| --------------------------------------------- | ------------------------------------------------------------------------------- | ------------- | --------- | ------------- |
| Дубайський міжнародний кінофестиваль          |                                                                                 |               |           |               |
| 2011                                          | Muhr Arab Award за найкращий короткометражний фільм                             | Дорогою в рай | Перемога  |               |
| 2011                                          | Приз ФІПРЕССІ за найкращий короткометражний фільм                               | Дорогою в рай | Перемога  |               |
| Арабський кінофестиваль (США)                 |                                                                                 |               |           |               |
| 2014                                          | Найкращий художній фільм                                                        | Дорогою в рай | Перемога  |               |
| Кінофестиваль міжнародний кінофестиваль       |                                                                                 |               |           |               |
| 2016                                          | Золота камера                                                                   | Уда Беньяміна | Перемога  | [ 11 ]        |
| 2016                                          | Премія товариства драматичних авторів і композиторів (SACD) — Спеціальна згадка | Божественні   | Перемога  | [ 11 ]        |
| 2016                                          | Queer Palm                                                                      | Божественні   | Номінація | [ 11 ]        |
| Мюнхенський кінофестиваль                     |                                                                                 |               |           |               |
| 2016                                          | Нагорода CineVision за найкращий фільм режисера-новачка                         | Божественні   | Перемога  | [ 12 ]        |
| Премія Американського інституту кіномистецтва |                                                                                 |               |           |               |
| 2016                                          | Приз аудиторії — Нові автори                                                    | Уда Беньяміна | Перемога  |               |
| 2016                                          | Приз аудиторії — Прорив                                                         | Уда Беньяміна | Перемога  |               |
| Кришталевий глобус                            |                                                                                 |               |           |               |
| 2016                                          | Найкращий фільм                                                                 | Божественні   | Номінація |               |
| Премія «Люм'єр»                               |                                                                                 |               |           |               |
| 2017                                          | Найкращий дебютний фільм                                                        | Божественні   | Перемога  | [ 13 ] [ 14 ] |
| Премія «Сезар»                                |                                                                                 |               |           |               |
| 2017                                          | Найкращий фільм                                                                 | Божественні   | Номінація | [ 4 ]         |
| 2017                                          | Найкращий дебютний фільм                                                        | Божественні   | Перемога  | [ 4 ]         |
| 2017                                          | Найкраща режисерська робота                                                     | Божественні   | Номінація | [ 4 ]         |
| 2017                                          | Найкращий оригінальний сценарій                                                 | Божественні   | Номінація | [ 4 ]         |